# بابا نويل يهزم المريخيين
بابا نويل يهزم المريخيين هو فيلم خيال علمي أنتج عام 1964 وكثيرا ما يظهر على قوائم أسوأ الأفلام على الإطلاق. ويظهر في قائمة «أسوء 100» على قاعدة بيانات الأفلام على الانترنت، وعرض عام 1986 في حلقة من مسلسل كاند فستيفال. وأخرجه نيكولاس ويبستر، وهو من تمثيل جون كول في دور بابا نويل. تروي القصة قيام المريخيين بخطف اباب نويل لكي يصنع الألعاب لأطفال المريخ. يشكل الفيلم أول ظهور لشخصية السيدة كلوز في الأفلام، وذلك قبل ثلاثة أسابيع من عرض الفيلم التلفزيوني «رودولف الرنة ذو الأنف الأحمر». ومن بين الممثلين بيا زادورا وهي بعمر 8 سنوات وتلعب دور أحد الأطفال المريخيين.
اشتهر الفيلم من جديد في التسعينيات بعد أن عرض في حلقة من مسلسل مسرح العلوم الغامضة 3000. أصبح عرضه ثابتا في العطل على قناة كوميدي سنترال في السنوات التي تلت عرضه الجديد عام 1991. ومنذ ذلك الحين وبعث من جديد في القرن الجديد بعد إعادة إنتاجه من قبل شركة سينماتيك تايتانك. عرض الفيلم أيضا على برنامج «أفلام إلفيرا المروعة.»

## القصة
تبدأ القصة مع أهل المريخ، الأم مومار (Momar أو الأم المريخية) وكيمار (Kimar أو ملك المريخ). وهم قلقون لأن أطفالهم غيرمار (Girmar أو الفتاة المريخية) وبومار (Bomar أو الولد المريخي) يشاهدون تلفزيون الأرضين أكثر من اللازم، بشكل خاص محطة مقابلة تلفزيون مع بابا نويل في ورشته في القطب الشمالي. ويستشيرون الحكيم المريخي العجوز الذي تجاوز 800 سنة الذي دعلاى تشوتشم (والكلمة تعني «عبقري» في لغة اليدش)، ويوضح لهم بأن أطفال المريخ مشتتون بسبب نظام المجتمع الصارم؛، فهم يتعلمون منذ الطفولة عن طريق آلات تغذي عقولهم، ولم يسمحوا لهم بالفردية أو حرية التفكير.
قال تشوتشم بأنه رأى أن هذا سيحدث منذ قرون، وأن الطريق الوحيد لمساعدة الأطفال هو إعطاءهم حريتهم وأن يسمح لهم بالمرح. ولتحقيق هذا فهم يحتاجون إلى شخصية مثل بابا نويل على الأرض. قرر الزعماء خطف بابا نويل من الأرض وجلبه إلى المريخ. وبما أنهم لا يستطيعون أن يميزوا بين مقلدي بابا نويل، فقد اختطفوا طفلين لإيجاد الحقيقي. نجحوا في هذه المرة، لكن أحد المريخيين ويدعى فولدار، الذي كان معارضا للفكرة بشدة، يحاول مرارا وتكرارا أن يقتل بابا نويل مع الطفلين الأرضيين. ويعتقد بأن بابا نويل يفسد أطفال المريخ ويبعدهم عن مجد الشعب المريخي.
عندما يصلون إلى المريخ، أنشأ بابا نويل والأطفال مصنعا للعب للأطفال. لكن فولدار ومساعديه، ستوبو وشيم، خربوا المصنع وجعلوه يصنع ألعابا غريبة. في هذه الأثناء، بدأ دروبو، وهو مساعد كيمار، يعجب كثيرا بشخصية بابا نويل وعيد الميلاد، ولبس إحدى بدلات بابا نويل وبدأ يقلده. ظن فولدار اتنه هو بابا نويل واختطفه.
عندما رجع بابا نويل والأطفال إلى المصنع لصنع المزيد من اللعب، يكتشفون أن الآات مخربة. يرجع فولدار وستوبو إلى المصنع ليواجها كيمار، لكن عندما يرون بابا نويل الحقيقي يدركون بأن خطتهم فشلت. احتجز دروبو في الكهف، لكنه خدع الحارس شيم وهرب. ينجح كيمار باعتقال فولدار ومعاونيه. يلاحظ بابا نويل أن دروبو يتصرف مثله، ورأى أن دروبو هو أفضل من يحل محله على المريخ. وافق كيمار على وضع دروبو مكان بابا نويل على المريخ وأعاد بابا نويل والأطفال إلى الأرض.

## طاقم التمثيل
- جون كول – بابا نويل
- ليونارد هيكس- كيمار
- فنسينت بيك - كولدار
- بيل ماكاتشون - دروبو
- فيكتور ستايلس - بيلي
- دونا كونفورتي - بيتي
- كريس مونث - بومار
- بيا زادورا - غيرمار
- ليلى مارتن - مومار
- تشارلز رين - هارغو
- جيمس كاهيل - ريغنا
- نيد ويرتيمر - أندي هيندرسن
- دوريس ريتش - السيدة كلوز
- كارل دون - تشوتشم/ فون غرين
- آيفور بودين - وينكي

## التراث
اقتبست عن الفيلم قصة مصورة نشرتها مجلة ديل كوميكس.
الفيلم عرض في الحلقة رقم 3.21 من مسلسل مسرح العلوم الغامضة 3000 وعرض مجددا من السلسلة المتفرعة منه سينماتيك تايتانك في أواخر نوفمبر 2008. واستخدمت مشاهد من الفيلم إحدى حلقات الكريسماس الاصة من برنامج ستيفن كولبير.
استلهم لو هاري رواية ساخرة من الفيلم، وأصدرها دار بينغوين بالاشتراك مع دار تشامبرلين في عام 2005. تضمن الكتاب دي في دي الفيلم الأصلي،  وقدم القصة من وجهة نظر غيرمار التي كبرت وخلفت أباها في حكم كوكب المريخ.

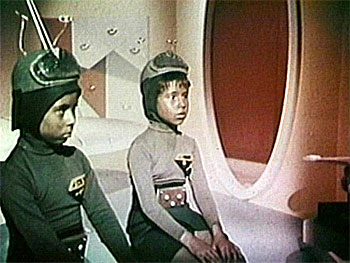
مشهد من الفيلم يظهر بومار (كريس نورث) وغيرمار (بيا زادورا).

في عام 1993 تم عرض اقتباس مسرحي موسيقي للفيلم، وعرض في مسرح فاكتوري في شيكاغو، وأخرجه شون أبلي. في عام 2006 تم عرض إنتاج مسرحي ثاني في مسرح مافريك في فولرتون، كاليفورنيا، هذه النسخة اقتبسها براين نيول ونيك ماكغي. حققت المسرحية النجاح، وأصبحت تعرض هناك في موسم العطلات منذ عام 2006، كما عرض إنتاج آخر في ديسمبر 2010.
عرض الفريق الكوميدي البرازيلي هرميس وريناتو نسختهم الساخرة من الفيلم في برنامج تيلا كلاس، بعنوان «بابا نويل والبودرة السحرية» (Santa Claus e o pozinho mágico في إشارة إلى الكوكايين، حيث يظهر بابا نويل هنا كتاجر مخدرات).

## وصلات خارجية
- بابا نويل يهزم المريخيين على موقع IMDb (الإنجليزية)
- بابا نويل يهزم المريخيين على موقع روتن توميتوز (الإنجليزية)
- بابا نويل يهزم المريخيين على موقع نتفليكس (الإنجليزية)
- بابا نويل يهزم المريخيين على موقع ألو سيني (الفرنسية)
- بابا نويل يهزم المريخيين على موقع Turner Classic Movies (الإنجليزية)
- بابا نويل يهزم المريخيين على موقع أول موفي (الإنجليزية)
- بابا نويل يهزم المريخيين على موقع فيلمافينيتي (الإسبانية)
- بابا نويل يهزم المريخيين على موقع قاعدة بيانات الأفلام السويدية (السويدية)
- بابا نويل يهزم المريخيين على موقع قاعدة بيانات الفيلم (الإنجليزية)
- بابا نويل يهزم المريخيين على موقع ليتربوكسد (الإنجليزية)
- الفيلم متوفر للتحميل المجاني على أرشيف الإنترنت
- Santa Claus Conquers the Martians on تدفق مباشر عبر الأنترنت
- Santa Claus Conquers the Martians على يوتيوبon يوتيوب